# Neil Smith (Geograph)
Neil Robert Smith (* 18. Juni 1954 in Leith, Schottland; † 29. September 2012 in New York City) war ein schottisch-amerikanischer Geograph, Stadtforscher und Anthropologe. Er war Professor am Graduate Center der City University of New York. Bekannt war Smith vor allem durch seine zahlreichen Beiträge zum theoretischen Verständnis von Gentrifizierungsprozessen, sowie die von ihm geprägte Theorie ungleicher räumlicher Entwicklung, die er 1984 in seiner ersten Monographie Uneven Development: Nature, Capital and the Production of Space darlegte. Er gehörte zu den bedeutendsten Vertretern der Radical Geography.

## Karriere
Smith graduierte an der University of St. Andrews zum Bachelor of Sciences und wurde an der Johns Hopkins University bei David Harvey zum Ph. D. promoviert. Als Robert Lincoln McNeil Scholar, dem Austauschprogramm der Universität Saint Andrews, forschte er an der University of Pennsylvania. Später lehrte er an der Columbia University und der Rutgers University.

## Werk
Sein Forschungsschwerpunkt waren die Schnittmengen von Raum, Natur, Sozialtheorie und Geschichte. In seinem Hauptwerk von 1984 argumentiert Smith, dass ungleiche räumliche Entwicklung eine Funktion der prozeduralen Logik des Kapitalmarktes sei, Gesellschaft und Wirtschaft also Raum „produzieren“.
Smith veröffentlichte Theorien über Gentrifizierung von Innenstädten als wirtschaftlichen, nicht sozialen, Prozess, der von den Preisen städtischen Baugrundes und Spekulation getrieben ist, nicht durch eine kulturelle Präferenz für das Leben in der Stadt. In seinem Aufsatz Toward a Theory of Gentrification: A Back to the City Movement by Capital, not People aus dem Jahr 1979 stellte er erstmals die sogenannte Rent-Gap-Theorie vor, die er in den Folgejahren beständig weiterentwickelte.

## Veröffentlichungen

### Monografien
- Uneven Development: Nature, Capital and the Production of Space. Basil Blackwell, 1984.
- mit Peter Williams: Gentrification of the City. George, Allen and Unwin, London 1986.
- mit Anne Godlewska: Geography and Empire: Critical Studies in the History of Geography. Basil Blackwell, Oxford 1994.
- The New Urban Frontier: Gentrification and the Revanchist City. Routledge, London 1996.
- mit Cindi Katz: Globalización: Transformaciones Urbanas, Precarización social Y Discriminación De Género. Nueva Grafica, La Laguna 2000.
- American Empire: Roosevelt’s Geographer and the Prelude to Globalization. University of California Press, 2002. (Online-Ausgabe), Gewinner des Los Angeles Times „Book Prize for Biography“ und des Henry Adams Prize
- Endgame of Globalization. Routledge, London 2005.
- mit Setha Low: The Politics of Public Space. Routledge, London 2006.

### Aufsätze (Auswahl)
- Toward a Theory of Gentrification A Back to the City Movement by Capital, not People. In: Journal of the American Planning Association. 45:4, 1979, S. 538–448. doi:10.1080/01944367908977002, übersetzt ins Deutsche: Für eine Theorie der Gentrifizierung. „Zurück in die Stadt“ als Bewegung des Kapitals, nicht der Menschen, in: Sub\urban: Zeitschrift für kritische Stadtforschung, 7(3), 2019, 65–86.
- Scale Bending. In: E. Sheppard, R. McMaster (Hrsg.): Rethinking Scale. 2002.
- Remaking Scale: Competition and Cooperation in Prenational and Postnational Europe. In: State/Spaces. 2002.
- Scales of Terror: The Manufacturing of Nationalism and the War for U.S. Globalism. In: Sharon Zukin, Michael Sorkin (Hrsg.): After the World Trade Center. Routledge, New York 2002, S. 97–108.
- New Globalism, New Urbanism: Gentrification as Global Urban Strategy. In: Antipode. 34(3), 2002, S. 434–457. Nachdruck in: Neil Brenner, Nik Theodore (Hrsg.): Neo-Liberal Urbanism. Basil Blackwell, Malden, MA 2002.
- Ashes and Aftermath. In: Studies in Political Economy. 67. Spring issue, 2002, S. 7–12.
- Ashes and Aftermath. In: Philosophy & Geography. 5(1), 2002, S. 9–12.
- Kontinuum New York. In: Regina Bittner (Hrsg.): Die Stadt als Event. Bauhaus Dessau, 2002, S. 72–86.
- Vorwort in: Henri Lefebvre: Urban Revolution. University of Minnesota Press, Minneapolis 2003.
- Geographies of Substance. In: Paul Cloke, Philip Crang, Mark Goodwin (Hrsg.): Envisioning Human Geography. 2003.
- Gentrification Generalized: From Local Anomaly to Urban „Regeneration“ as Global Urban Strategy. In: M. Fisher and G. Downey (Hrsg.): Frontiers of Capital: Ethnographic Reflections on the New Economy. 2003.
- Generalizing Gentrification. In: Catherine Bidou, Daniel Hiernaux und Helene Riviere D’Arc (Hrsg.): Retours en ville. Descartes & Cie., Paris 2003.